# Championnat du Maroc de football 1992-1993
Navigation
Édition précédente Édition suivante
Le Championnat du Maroc de football 1992-1993 est la 77e édition du Championnat du Maroc de football, et a vu le sacre du Wydad AC pour la 15e fois de son histoire.

## Compétition

### Classement final
Classement erroné. On retrouve moins de buts marqués qu'encaissés ce qui entraine une différence de but de + 2.
Si vous disposez d'informations vérifiés, votre aide serait très appréciés.
| Rang | Équipe                      | Pts | J  | G  | N  | P  | Bp | Bc | Diff |
| ---- | --------------------------- | --- | -- | -- | -- | -- | -- | -- | ---- |
| 1    | Wydad Athletic Club         | 72  | 30 | 16 | 10 | 4  | 51 | 29 | +22  |
| 2    | Raja Club Athletic V        | 64  | 30 | 9  | 16 | 5  | 26 | 14 | +12  |
| 3    | Renaissance de Settat       | 64  | 30 | 8  | 18 | 4  | 23 | 23 | 0    |
| 4    | Olympique de Casablanca     | 63  | 30 | 8  | 17 | 5  | 28 | 20 | +8   |
| 5    | Mouloudia Club d'Oujda P    | 62  | 30 | 10 | 12 | 8  | 24 | 23 | +1   |
| 6    | Kawkab de Marrakech CdT T   | 62  | 30 | 11 | 10 | 9  | 23 | 23 | 0    |
| 7    | IR Tanger                   | 61  | 30 | 11 | 9  | 10 | 21 | 20 | +1   |
| 8    | FAR de Rabat                | 61  | 30 | 7  | 17 | 6  | 18 | 17 | +1   |
| 9    | Hassania d'Agadir           | 60  | 30 | 7  | 16 | 7  | 30 | 27 | +3   |
| 10   | Olympique Club de Khouribga | 60  | 30 | 10 | 10 | 10 | 26 | 24 | +2   |
| 11   | FUS de Rabat                | 60  | 30 | 8  | 14 | 8  | 24 | 23 | +1   |
| 12   | Maghreb de Fès              | 59  | 30 | 8  | 13 | 9  | 25 | 25 | 0    |
| 13   | KAC de Kénitra              | 59  | 30 | 8  | 13 | 9  | 25 | 25 | 0    |
| 14   | Rachad Bernoussi P          | 56  | 30 | 7  | 12 | 11 | 20 | 30 | -10  |
| 15   | Difaâ d'El Jadida ↓         | 55  | 30 | 7  | 11 | 12 | 21 | 31 | -10  |
| 16   | Raja de Beni Mellal ↓       | 42  | 30 | 2  | 8  | 20 | 18 | 51 | -33  |

Qualifications africaines
- Coupe des clubs champions africains 1994
- Relégation en Championnat du Maroc de football D2

Abréviations
T : Tenant du titre

V : Vice-champion

CdT : Vainqueur de la Coupe du Trône 1992-1993

P : Promus de Championnat du Maroc de football D2

## Bilan de la saison
| Championnat du Maroc de football 1992-1993                        |                                 |
| Champion                                                          | Wydad Athletic Club (15e titre) |
| Coupes et trophées                                                |                                 |
| Vainqueur de la Coupe du Trône 1992-1993                          | Kawkab de Marrakech             |
| Qualifications continentales                                      |                                 |
| Coupe des clubs champions africains 1994                          | Wydad Athletic Club             |
| Coupe d'Afrique des vainqueurs de coupe 1994                      |                                 |
| Coupe de la CAF 1994                                              |                                 |
| Promotions et relégations                                         |                                 |
| Promus en Championnat du Maroc de football                        | Chabab Mohammédia               |
| Promus en Championnat du Maroc de football                        | Union de Sidi Kacem             |
| Relégués en Championnat du Maroc de football de deuxième division | Raja de Beni Mellal             |
| Relégués en Championnat du Maroc de football de deuxième division | Difaâ d'El Jadida               |